# 沈君游
沈君游（6世纪？—573年），又作沈君攸，吳興郡武康县（今浙江省湖州市德清县）人，南北朝政治人物。
沈君游的祖父沈僧畟，官至左民尚书。父亲沈巡，官至东阳郡太守。沈君游博学有词采，他的哥哥沈君理、沈君高在南陈为官，他和弟弟沈君公在江陵后梁政权为官，官至散骑常侍。梁明帝天保十二年（573年），去世。有文集十卷。《隋书·经籍志》作十三卷，两唐书作十二卷。《乐府诗集》收录其诗作有《薄暮動弦歌》《羽觴飛上苑》《桂檝泛河中》，及《賦得臨水》《採桑》《詠冰應教》《同陸廷尉詠早蟬》等。